# Rob Holliday
Rob Holliday (Birmingham, 8 giugno 1979) è un musicista britannico, noto per essere il frontman dei Sulpher.

## Carriera
Il suo principale progetto musicale sono i Sulpher, nel quale svolge il ruolo di cantante, chitarrista e bassista dal 1999. L'altro componente della band, Jim Monti, si occupa della sezione ritmica e dell'elettronica.
Oltre a ciò, Holliday è stato un componente dei Low Art Thrill dal 1996 al 1997 e di Gary Numan dal 2000 al 2006, nonché turnista per The Mission (2001-2004), Curve (2002), Flint (2003), Marilyn Manson (2007-2008) e The Prodigy (2003-2007, 2009-attuale), con cui spesso suona live come chitarrista o bassista.
Ha inoltre collaborato con importanti band come The Sisters of Mercy, 69 Eyes, Alec Empire, VNV Nation, Pig e Front 242